# Чемпионат Европы по боксу 1939
Чемпионат Европы по боксу 1939 года прошёл в городе Дублин (Ирландия) с 18 по 22 апреля. Это был 6 чемпионат, организованный Европейской ассоциацией любительского бокса (ЕАЛБ, EABA). На чемпионат приехали 71 боксёр, которые представляли 12 стран. Это был последним чемпионатом в довоенный период. После этого чемпионата последовал восьмилетний перерыв в проведении чемпионата.

## Медалисты
| Весовая категория             | Золото                    | Серебро                     | Бронза                    |
| ----------------------------- | ------------------------- | --------------------------- | ------------------------- |
| Наилегчайший вес (до 50,8 кг) | Джеймс Ингл Ирландия      | Николаус Обермауер Германия | Гвидо Нардеккя Италия     |
| Легчайший вес (до 53,5 кг)    | Ульдерико Серго Италия    | Микша Бонди Венгрия         | Эрих Вильке Германия      |
| Полулёгкий вес (до 57,1 кг)   | Патрик Доудалл Ирландия   | Антони Чортек Польша        | Ламбер Жено Бельгия       |
| Лёгкий вес (до 61,2 кг)       | Герберт Нюрнберг Германия | Харальд Канепи Эстония      | Збигнев Ковальский Польша |
| Полусредний вес (до 66,7 кг)  | Антони Кольчинский Польша | Эрик Огрен Швеция           | Чарльз Евенден Ирландия   |
| Средний вес (до 72,6 кг)      | Антон Раадик Эстония      | Юзеф Писарский Польша       | Оскар Огрен Швеция        |
| Полутяжёлый вес (до 79,4 кг)  | Луиджи Музина Италия      | Франтишек Шимура Польша     | Лайош Сигети Венгрия      |
| Тяжёлый вес (свыше 79,4 кг)   | Олле Тандберг Швеция      | Немезио Лаццари Италия      | Херберт Рунге Германия    |

## Зачет по медалям
| № п/п | Страна              | Золото | Серебро | Бронза | Итого |
| ----- | ------------------- | ------ | ------- | ------ | ----- |
| 1     | Италия              | 2      | 1       | 1      | 4     |
| 2     | Ирландия            | 2      | 0       | 1      | 3     |
| 3     | Польша              | 1      | 3       | 1      | 5     |
| 4     | Швеция              | 1      | 1       | 1      | 3     |
| 5     | Нацистская Германия | 1      | 1       | 2      | 4     |
| 6     | Эстония             | 1      | 1       | 0      | 2     |
| 7     | Венгрия             | 0      | 1       | 1      | 2     |
| 8     | Бельгия             | 0      | 0       | 1      | 1     |